# R指定 (バンド)
R指定（アールしてい）は、日本のロックバンド。2008年に福岡県で結成。

## メンバー
- マモ（5月5日 - ）：ボーカル & ギター
ほぼ全楽曲の作詞・作曲を手掛ける。
誕生日は5月5日（オフィシャルサイト上ではマモのみ"五月五日"という漢字表記）
熊本県出身。血液型はA型。名前の由来も出身地の熊本から。
本名が小川であることを述べており、ライブ中で用いられることがある。
2018年5月5日、ファッションブランド「himeyuri.secret」を設立[1]。
2020年11月1日、「魔喪」名義でソロプロジェクト「生憎の雨。」として活動開始[2]。
2022年12月25日、新たなバンド「夕暮れガールスーサイド」を結成。

- Z（ゼット、12月7日 - ）：ギター
誕生日は12月7日。
福岡県出身。血液型はA型。

- 楓（かえで、10月15日 - ）：ギター
誕生日は10月15日。
福岡県出身。血液型はA型。
自主ブランド「RiVi＿＿.」を設立。
アートフォトブック「我楽画-ガガガ-」などを発売している。
凍結後はソロプロジェクト「KiD」でも活動中。

- 七星（ななほし、4月6日 - ）：ベース
誕生日は4月6日。
長崎県出身。血液型はA型。
自主ブランド「killedss」でオリジナルアイテム、ねむたいカンパニーとのコラボで七星本人のベースを使用したデザインのTシャツも販売。
凍結後はソロプロジェクト「gives」でも活動中。

- 宏崇（ひろたか、4月27日 - ）：ドラム
誕生日は4月27日。
福岡県出身。血液型はA型。
凍結後はeスポーツチーム「SHIBUYA GGAMING」でも活動中。

## 略歴
2006年、前身となるバンドをマモと七星が中心となり結成。幾度かのバンド名の変更を経て、2008年に宏崇が加入したタイミングでバンド名を「R指定」として活動開始。2009年に上京後、「アバンギャルド-前衛派-」や「アイアムメンヘラ」をコンセプトに活動。雑誌のインタビューにてマモは、第1期を「日本」、第2期を「メンヘラ」、第3期を「宗教」と語っている。

### 第1期「日本」
- 2008年
  - 4月17日より現メンバー現表記で活動スタート。
- 2009年
  - 9月25日、博多DRUM Be-1でのワンマンライブ「憂國大講演」を以て、活動拠点を東京へと移す。
  - 9月23日にリリースされた3rdシングル「國立少年」よりSPEED DISKに所属[6]。
- 2011年
  - 8月8日、初の全席指定ホールでの単独公演「トシマ作戦」を豊島公会堂にて開催。
- 2012年
  - 5月11日、全国九大都市単独公演ツアー「メンヘラの集い」をスタート。
  - 6月10日、赤坂BLITZでのツアーファイナル「サラバココロノ病ミ」を開催。

### 第2期「メンヘラ」
- 2013年
  - 7月17日にリリースされた15thシングル「セカイノオワリ」がTBS系「ランク王国」8、9月度エンディングテーマに使用され、週間シングルチャート12位（オリコン）を記録[7]。
- 2014年
  - 5月14日リリースの16thシングル「病ンデル彼女」が彼らとしては初となる10週以上にわたるロングセールスを記録[8]
  - 9月13日、滋賀県立琵琶湖博物館での音楽イベント「イナズマロックフェス2014」に出演。
  - 10月8日リリースの17thシングル「包帯男/八幡の薮知らず」では週間シングルチャートでのTOP10入りを達成（6位）[9]
- 2015年
  - 2月1日には過去最大のキャパとなるNHKホールでのワンマン公演も果たす。[10]
- 2016年
  - 3月12日、自身最長の公演数となる単独公演ツアー「日本八十八箇所巡礼」を開始。
  - 8月22日、上記ツアーが88箇所目である幕張メッセにて無事に終了する。
  - 10月15日、日本最大のヴィジュアル系音楽フェス「VISUAL JAPAN SUMMIT 2016」に出演。
  - 11月25日、R指定主催イベント「メンヘラの集い2016〜主催イベント編〜」を開催。アイドルなどヴィジュアル系ではないアーティスト達を招いたイベントライブ。

### 第3期「宗教」
- 2017年
  - 1月4日、「R-Shitei oneman Tour -SHAMBARA-」のツアーファイナルをZepp Tokyoにて2日連続で開催。
  - 3月10日、5年前に開催された「Scream of Japanese Crusher」の再演ツアーを宮古、石巻、郡山で行う。
  - 3月23日、前身バンドである「R-15」との2man Liveを福岡で開催。
  - 3月26日、男子限定ライブ「男子便所(♂指定)」と女子限定ライブ「女子便所(♀指定)」を開催。
  - 4月6日、全ライブ日程を平日開催とした単独公演ツアー「非国民の日(祝)」をスタート。
  - 6月11日、高田馬場AREAにて「THE No. PLAYERS」を開催。セットリストを含む内容を全てくじ引きで決める企画ライブ。
  - 8月31日、中野サンプラザにて単独公演ツアーファイナル「非国民の主張」を開催。同時に9周年記念プロジェクト「苦執念計画」を発表。
  - 9月21日、4年前に開催された「VISUAL IS DEAD」の再演ツアーである「VISUAL IS DEAD -Returns-」を関西にて開催。
  - 10月27日、高田馬場AREAにて5週間連続で単独公演「黄金の間」を開催。ライブ内容を各メンバーがプロデュースする企画ライブ。
  - 11月3日、主催イベント「メンヘラの集い2017」のオープニングアクトオーディションを実施。結果、徳久望、サディスティック仮面ちゃん、There There Theresが選ばれた。
- 2018年
  - 1月1日、TOKYO DOME CITY HALLにて2018年新年1本目のライブ「望まぬ生命」を開催。
  - 5月5日、単独公演「マモ生誕祭 命日〜五月人形と鯉幟〜」と「マモ生誕後夜祭 命日〜五月雨に恋昇り〜」をZepp Tokyoにて2日連続で開催。
  - 5月21日、先輩バンドを招いての主催ツーマン企画『首取り』をスタート。
  - 11月2日、8年前のアルバム「人間失格」の再演ツアー『人間失格(再)』を開催。当時の単独公演『椿姫心中』と同じShibuya O-Crestからスタート。
- 2019年
  - 6月17日、オフィシャルファンクラブ「R-Shitei OFFICIAL GOLDEN MEMBERS」を開設。
  - 9月12日、47都道府県単独公演ツアー「CLIMAX47」を開催。高田馬場AREAでのファンクラブ限定ワンマンライブ「CLIMAX″0″MiOKURi」からスタート。
  - 12月22日、10周年記念単独公演ツアー「CLIMAX47」を以て凍結（活動休止）することを発表。[11]
  - 12月29日、両国国技館での上記ツアーファイナル開催を以て活動凍結した。
- 2025年
  - 4月19日、X（旧ツイッター）にて解凍（活動再開）することを発表した。

## ディスコグラフィー

### シングル

#### CDシングル
|        | 発売日         | タイトル               | 仕様      | 規格品番                                                                    | 順位（オリコン）                  |
| ------ | -------------- | ---------------------- | --------- | --------------------------------------------------------------------------- | --------------------------------- |
| 1st    | 2009年1月7日   | 親不孝通りは今日も雨。 | CD        | RSCD-07                                                                     |                                   |
| 2nd    | 2009年4月1日   | 玉砕メランコリィ       | CD+DVD CD | RSCD-008                                                                    |                                   |
| 3rd    | 2009年9月23日  | 國立少年               | CD        | S.D.R-203                                                                   | 8位（インディーズチャート）       |
| 4th    | 2010年1月20日  | 拝啓、薔薇色な日々よ   | CD        | S.D.R-210                                                                   | 4位（インディーズチャート）       |
| 5th    | 2010年6月23日  | アリス心中             | CD+DVD CD | S.D.R-214-A（A-Type 初回限定盤） S.D.R-214-B（B-Type 通常盤）               | 6位（インディーズチャート）       |
| 6th    | 2010年8月25日  | ギラつく太陽           | CD+DVD CD | S.D.R-216-A（A-Type 初回限定盤） S.D.R-216-B（B-Type 通常盤）               | 5位（インディーズチャート）       |
| 7th    | 2010年12月8日  | 波瀾万丈、椿唄         | CD+DVD CD | S.D.R-218-A（Type-鶴 初回限定盤） S.D.R-218-B（Type-亀 通常盤）             | 3位 (インディーズチャート) 62位   |
| 8th    | 2011年4月6日   | ソメイヨシノ           | CD+DVD CD | S.D.R-221-A（初回限定盤） S.D.R-221-B（通常盤）                             | 2位（インディーズチャート） 43位  |
| 9th    | 2011年7月20日  | 毒盛る                 | CD+DVD CD | S.D.R-225-A（初回限定盤） S.D.R-225-B（通常盤）                             | 2位（インディーズチャート） 38位  |
| 10th   | 2012年6月6日   | アイアムメンヘラ       | CD+DVD CD | S.D.R-232-A（初回限定版A） S.D.R-232-B（初回限定版B） S.D.R-232-C（通常盤） | 1位 (インディーズチャート) 19位   |
| 11th   | 2012年11月21日 | 愛國革命               | CD+DVD CD | S.D.R-237-A（初回限定盤） S.D.R-237-B（通常盤）                             | 3位 (インディーズチャート) 32位   |
| 12th   | 2012年12月26日 | クローゼットガール     | CD+DVD CD | S.D.R-238-A（初回限定盤） S.D.R-238-B（通常盤）                             | 1位 （インディーズチャート） 21位 |
| 13th   | 2013年1月9日   | スロウデイズ           | CD+DVD CD | S.D.R-239-A（初回限定盤） S.D.R-239-B（通常盤）                             | 1位（インディーズチャート） 21位  |
| 14th   | 2013年4月24日  | 青春はリストカット     | CD+DVD CD | S.D.R-247-A（初回限定盤） S.D.R-247-B（通常盤）                             | 21位                              |
| 15th   | 2013年7月17日  | セカイノオワリ         | CD+DVD CD | S.D.R-251-A（初回限定盤） S.D.R-251-B（通常盤）                             | 12位                              |
| カバー | 2013年12月11日 | 妄想日記               | CD+DVD CD | S.D.R-259-A（初回限定盤） S.D.R-259-B（通常盤）                             | 29位                              |
| 16th   | 2014年5月14日  | 病ンデル彼女           | CD+DVD CD | S.D.R-266-A（初回限定盤） S.D.R-266-B（通常盤）                             | 13位                              |
| 17th   | 2014年10月8日  | 包帯男/八幡の薮知らず  | CD+DVD CD | S.D.R-274-A（初回限定盤） S.D.R-274-B（通常盤）                             | 6位                               |
| 18th   | 2015年2月11日  | サドマゾ               | CD+DVD CD | S.D.R-278-A（初回限定盤） S.D.R-278-B（通常盤）                             | 8位                               |
| 19th   | 2015年6月10日  | スーサイドメモリーズ   | CD+DVD CD | S.D.R-282-A（初回限定盤） S.D.R-282-B（通常盤）                             | 13位                              |
| 20th   | 2016年3月9日   | 八十八箇所巡礼         | CD+DVD CD | S.D.R-291-A（初回限定盤） S.D.R-291-B（通常盤）                             | 13位                              |
| 21st   | 2016年8月3日   | forest                 | CD+DVD CD | S.D.R-297-A （初回限定盤） S.D.R-297-B（通常盤）                            | 34位                              |
| 22nd   | 2016年12月21日 | -SHAMBARA-             | CD+DVD CD | S.D.R-304-A（初回限定盤） S.D.R-304-B（通常盤）                             | 21位                              |
| 23rd   | 2017年7月12日  | 魅惑のサマーキラーズ   | CD        | S.D.R-315                                                                   | 22位                              |
| 24th   | 2017年12月13日 | 毒廻る                 | CD+DVD CD | S.D.R-324-A（初回限定盤） S.D.R-324-B（通常盤）                             | 24位                              |
| 25th   | 2018年3月14日  | 規制虫/-ZANGE-         | CD        | S.D.R-328-A S.D.R-329-B                                                     | 27位                              |
| 26th   | 2018年12月26日 | EROGRO                 | CD        | S.D.R-342                                                                   | 26位                              |
| 27th   | 2019年5月1日   | フラッシュバック       | CD+DVD CD | S.D.R-345-A（初回限定盤） S.D.R-345-B（通常盤）                             | 15位                              |
| 28th   | 2019年9月18日  | CLIMAX                 | CD+DVD CD | S.D.R-351-A（初回限定盤） S.D.R-351-B（通常盤）                             | 59位                              |
| 29th   | 2019年12月25日 | 遺書                   | CD+DVD CD | S.D.R-355-A（初回限定盤） S.D.R-355-B（通常盤）                             |                                   |

#### DVDシングル
|           | 発売日        | タイトル | 仕様 | 規格品番 | 順位（オリコン） |
| --------- | ------------- | -------- | ---- | -------- | ---------------- |
| PV Single | 2008年10月9日 | 盲目少女 | DVD  | BACR-002 |                  |

### アルバム

#### ミニ・アルバム
|     | 発売日                     | タイトル                       | 仕様 | 規格品番          | 順位（オリコン） |
| --- | -------------------------- | ------------------------------ | ---- | ----------------- | ---------------- |
| 1st | 2008年7月23日              | オカルト地獄                   | CD   | BACM-012          |                  |
| 2nd | 2009年7月25日 2009年9月9日 | 裏音源盤。 裏音源盤。2nd Press | CD   | RSCD-010 RSCD-012 |                  |
| 3rd | 2017年4月5日               | 日本アブノーマル協会           | CD   | S.D.R-309         | 週間21位         |

#### フル・アルバム
|     | 発売日                                                                            | タイトル                  | 仕様              | 規格品番                                                            | 順位（オリコン）                   |
| --- | --------------------------------------------------------------------------------- | ------------------------- | ----------------- | ------------------------------------------------------------------- | ---------------------------------- |
| 1st | 2010年9月15日                                                                     | 人間失格                  | CD+DVD CD         | SDR-211-A（初回限定盤） SDR-211-B（通常盤）                         | 13位（インディーズチャート） 157位 |
| 2nd | 2012年2月1日                                                                      | 日本沈没                  | 2CD CD            | SDR-228-A（初回限定盤） SDR-228-B（通常盤）                         | 1位（インディーズチャート） 22位   |
| 3rd | 2013年9月25日                                                                     | VISUAL IS DEAD            | CD+DVD CD         | SDR-255-A（初回限定盤） SDR-255-B（通常盤）                         | 1位（インディーズチャート） 23位   |
| 4th | 2015年10月28日（完全限定盤） 2015年11月4日（初回限定盤） 2015年11月13日（通常盤） | 少女喪失 -syojosoushitsu- | 2CD+DVD CD+DVD CD | SDR-287-A（完全限定盤） SDR-287-B（初回限定盤） SDR-287-C（通常盤） | 6位（インディーズチャート）、 27位 |
| 5th | 2018年7月25日                                                                     | 死海文書                  | CD+DVD CD         | SDR-336-A（初回限定盤） SDR-336-B（通常盤）                         | 18位                               |

### VIDEO/DVD
|             | 発売日         | タイトル   | 仕様 | 規格品番                    |
| ----------- | -------------- | ---------- | ---- | --------------------------- |
| PV集        | 2009年8月25日  | 裏映像盤。 | DVD  | RSCD-011                    |
| PV集+ライブ | 2011年10月19日 | 映像盤。   | DVD  | S.D.R.D-020-A S.D.R.D-020-B |
| PV集        | 2014年3月26日  | 映像盤。弐 | DVD  | S.D.R.D-021                 |
| ライブ      | 2014年3月26日  | 映像盤。参 | 2DVD | S.D.R.D-022                 |
| PV集        | 2019年6月26日  | 映像盤。肆 | DVD  | S.D.R.D-028                 |
| ライブ      | 2019年6月26日  | 映像盤。伍 | DVD  | S.D.R.D-029                 |

### その他
|                            | 発売日         | タイトル                                     | 仕様    | 規格品番         | 備考 |
| -------------------------- | -------------- | -------------------------------------------- | ------- | ---------------- | --- |
| 会場限定                   | 2007年12月31日 | 黒猫                                         | CD      | 不明             | 初単独公演『黒猫の招待』にて無料配布。 |
| 会場限定                   | 2008年12月27日 | 素晴ラシキ此ノ人生                           | CD      | 不明             | 単独公演『博多心中』にて無料配布。 |
| 会場限定                   | 2009年5月1日   | 夢で逢いませう…                              | CD      | RSCD-009         | 単独公演『渋谷心中』にて200枚限定発売。 |
| 会場限定                   | 2009年6月27日  | 愚ヶ者ノ主張 配布DVD                         | DVD     | 不明             | 単独公演『愚ヶ者ノ主張』にて無料配布。 ライブ映像やインタビューなどを収録。                                                                                     |
| 不明                       | 2009年         | -絆- 特別映像盤。                            | DVD     | 不明             | 『ファン感謝旅行09'』の模様を収録。 |
| 会場限定                   | 2010年4月20日  | 果たし状                                     | CD      | RSITEILYCAON-001 | R指定&Lycaonツーマンツアー『果たし状』会場のみの販売。 「The[1st] degree genocide holic」をR指定が、「メンタル≠ヘルプ」をLycaonが、お互いにカバーした曲を収録。 |
| 会場限定                   | 2010年8月30日  | 遠い夏の日、君が死にました                   | CD      | 不明             | 単独公演『極東の花嫁』にて無料配布。 |
| コンピレーション・アルバム | 2011年11月23日 | CRUSH!2 -90's V-Rock best hit cover songs-   | CD      | UPCH-20262       | 「ゆらめき」（DIR EN GREYのカバー）で参加。 |
| コンピレーション・アルバム | 2013年7月3日   | hide TRIBUTE Ⅲ -Visual SPIRITS-              | CD      | TKCA-73925       | 「ROCKET DIVE」（hide with Spread Beaverのカバー）で参加。 |
| 会場限定                   | 2013年12月6日  | ずっと、ともだち                             | CD      | 不明             | 『R-shitei oneman tour 2013 VISUAL IS DEAD』最終日にて無料配布。                                                                                                |
| 雑誌付録                   | 2014年8月21日  | SHOXX Vol.260 2014年10月号                   | 書籍+CD | ASIN: B00EU2MI2M | 「殺したいくらい愛してる」を収録したCDが付属。 |
| トリビュート・アルバム     | 2017年9月6日   | Plastic Tree Tribute〜Transparent Branches〜 | CD      | VICL-64840       | Plastic Treeのトリビュート・アルバム。 「Sink」のカバーで参加。                                                                                                 |

### タイアップ
| 楽曲                        | タイアップ                                   | 時期   |
| --------------------------- | -------------------------------------------- | ------ |
| ソメイヨシノ                | テレビ東京『Vの流儀』3月度エンディングテーマ | 2011年 |
| 國立少年 -ナショナルキッド- | テレ玉『HOTWAVE』1月度オープニングテーマ     | 2012年 |
| ラストレイン                | テレ玉『HOTWAVE』6月度オープニングテーマ     | 2012年 |
| 愛國革命                    | テレ玉『HOTWAVE』11月度オープニングテーマ    | 2012年 |
| クローゼットガール          | テレ玉『HOTWAVE』12月度オープニングテーマ    | 2012年 |
| スロウデイズ                | テレ玉『HOTWAVE』1月度オープニングテーマ     | 2013年 |
| スロウデイズ                | 日本テレビ『ハッピーMusic』1月度POWER PLAY   | 2013年 |
| セカイノオワリ              | TBS『ランク王国』8~9月度エンディングテーマ   | 2013年 |
| 帝都に死す                  | テレ玉『HOTWAVE』11月度オープニングテーマ    | 2015年 |

## メディア

### テレビ
| 時期   | 番組名                        | 概要                                                 |
| ------ | ----------------------------- | ---------------------------------------------------- |
| 2010年 | テレビ東京『Vの流儀』12月14日 | 全員インタビュー                                     |
| 2011年 | テレビ東京『Vの流儀』4月5日   | 全員インタビュー                                     |
| 2011年 | テレビ東京『Vの流儀』6月28日  | ライブ映像(単独公演ツアー『サクラ前戦～東京の乱～』) |
| 2011年 | テレ玉『HOT WAVE』6月6日      | 全員インタビュー                                     |
| 2011年 | テレ玉『HOT WAVE』7月11日     | ライブ映像(『HOT WAVE LIVE #012』)                   |
| 2011年 | テレ玉『THE BEAT TIME』8月3日 | 全員・ライブ映像(『stylish wave CIRCUIT'11 MAX』)    |
| 2011年 | テレビ東京『Vの流儀』8月16日  | 全員インタビュー                                     |
| 2011年 | テレビ東京『Vの流儀』11月22日 | ライブ映像(『SPLIT TOUR 2011』)                      |